# Скриплица (водохранилище)
Скрипли́ца (бел. Скрыплі́ца) — водохранилище в Кировском районе Могилёвской области Беларуси. Относится к бассейну реки Добысна.
Располагается в 10 км к северо-востоку от города Кировск, неподалёку от агрогородка Скриплица.
Водохранилище наливное. Было создано в 1981 году для сбора вод весеннего половодья на Добысне. Для заполнения котловины была возведена дамба длиной 1,05 км. Вода из Добысны подаётся посредством канала.
Площадь зеркала водоёма составляет 0,73 км², длина — 1 км, наибольшая ширина — 1,5 км. Наибольшая глубина водоёма — 5 м, объём воды — 1,39 млн м³. Площадь водосбора — 94 км². Колебания уровня воды на протяжении года составляют 1,5 м.
Создание водохранилища преследовало следующие цели: регулировка годового стока Добысны, использование собранных вод для орошения прилегающих территорий, разведение рыбы в созданном водоёме.